# Gdański Teatr Szekspirowski
Gdański Teatr Szekspirowski (GTS) – teatr impresaryjny w Gdańsku, samorządowa instytucja kultury, założony w 2008 z inicjatywy Fundacji Theatrum Gedanense, od 2008 współorganizuje Festiwal Szekspirowski.
W latach 2008–2021 dyrektorem teatru był prof. Jerzy Limon. Jego następczynią, od 1 września 2021, została wybrana Agata Grenda.
Budynek teatru położony jest w Śródmieściu, między ulicami Podwale Przedmiejskie, Bogusławskiego i Zbytki. Jest instytucją kultury miasta Gdańska oraz samorządu województwa pomorskiego. Budynek jest pierwszym wybudowanym w Polsce od blisko 40 lat budynkiem teatru dramatycznego. Budowa trwała od 5 marca 2011, a ceremonia otwarcia miała miejsce 19 września 2014.

## Historia i charakterystyka

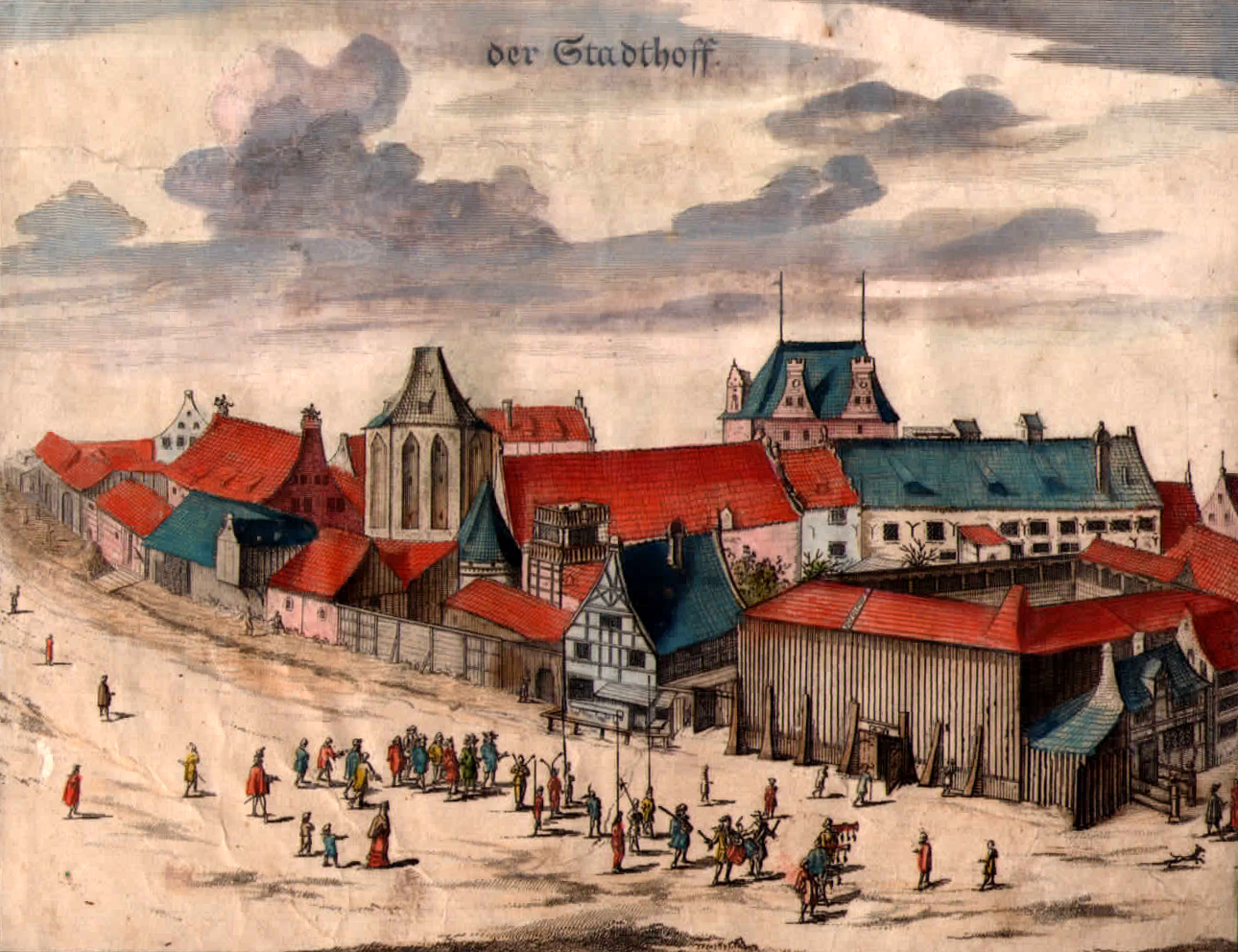
Gdańska Szkoła Fechtunku – rycina Petera Willera z 1650 r.

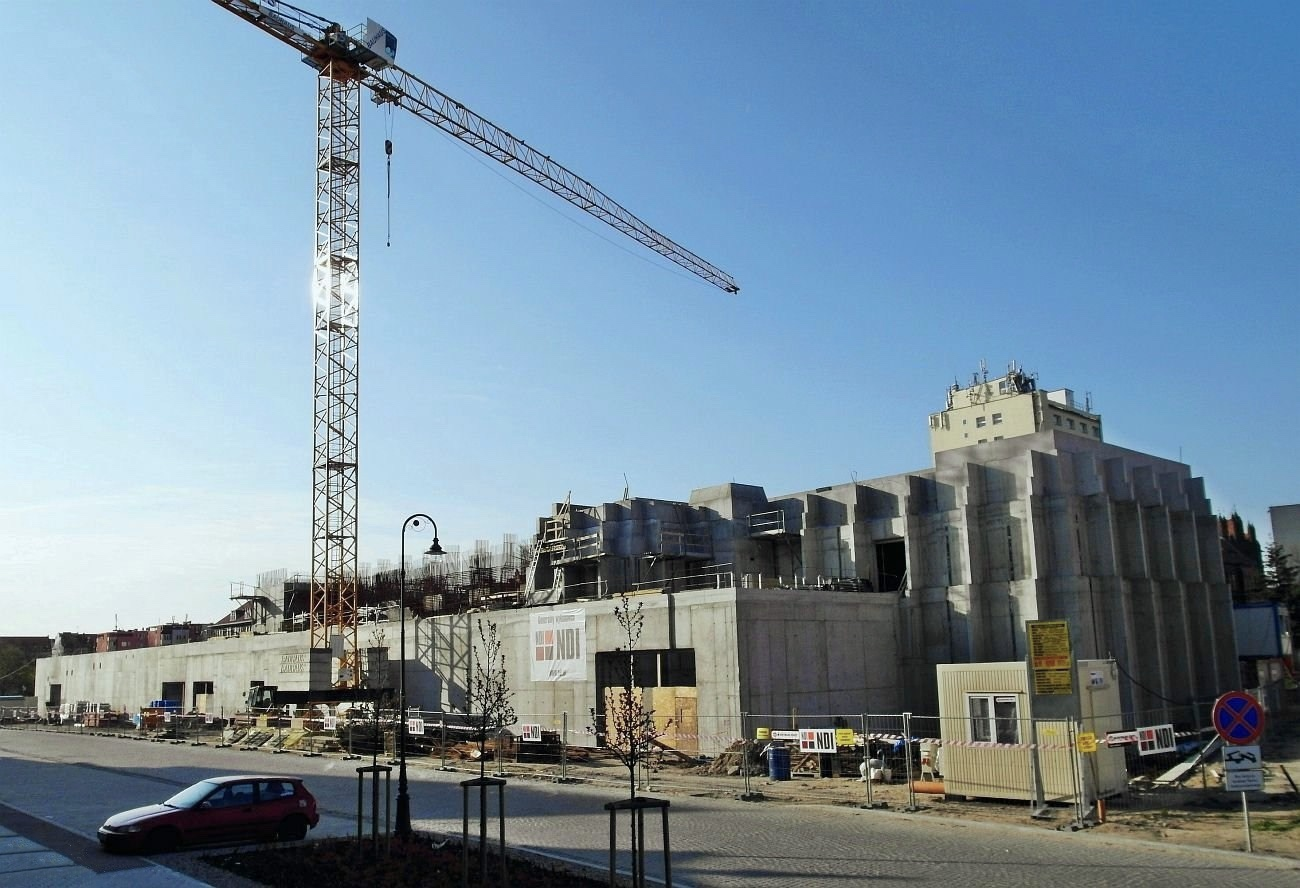
Teatr w budowie, maj 2013

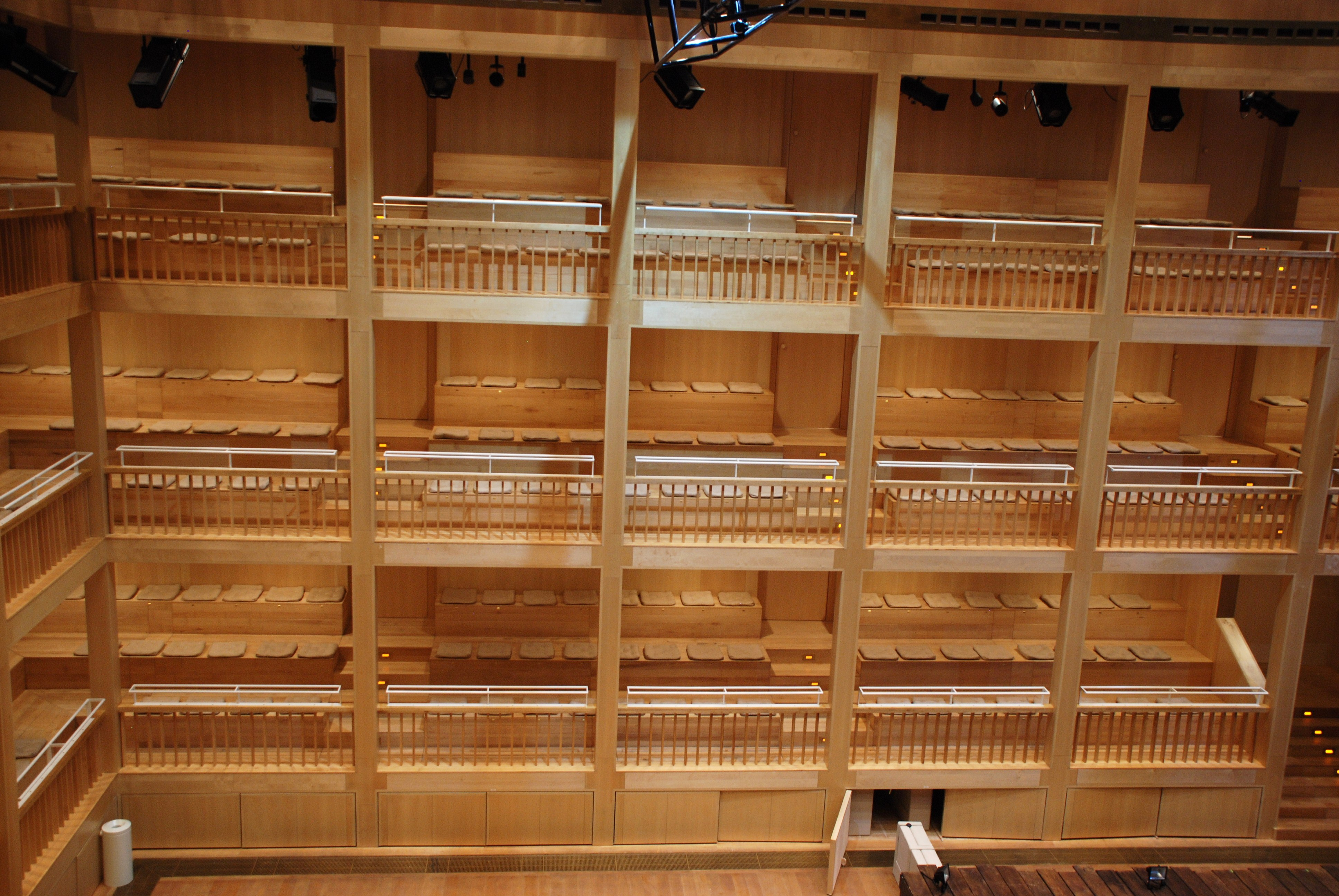
Widownia (drewniana galeria)

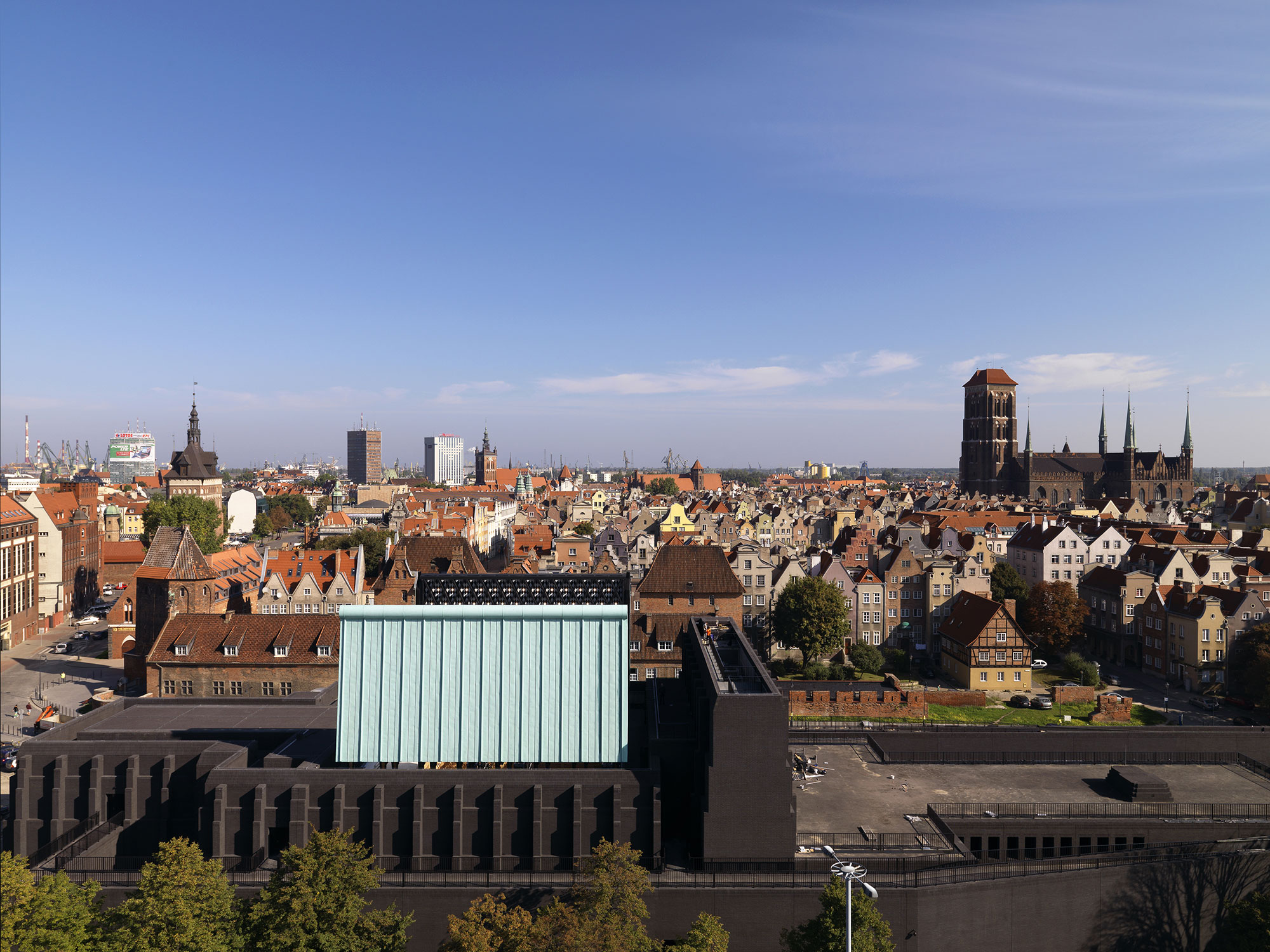
Teatr z otwartym dachem nad sceną

Gdański Teatr Szekspirowski powstał w miejscu, gdzie w XVII wieku funkcjonował budynek Szkoły Fechtunku – pierwszy publiczny teatr ówczesnej Rzeczypospolitej. Wyposażony w scenę typu elżbietańskiego i podobny do licznych teatrów angielskich epoki Elżbiety I, służył on zarówno do ćwiczeń i zawodów szermierczych, jak i do wystawiania przedstawień. Do gdańskiego teatru przyjeżdżali regularnie m.in. wędrowni aktorzy angielscy, by wystawiać w Gdańsku sztuki angielskich dramaturgów – a wśród nich Szekspira. Budynek obecnego teatru jest inspirowany XVII-wiecznym pierwowzorem, wnętrze sali głównej jest częściową rekonstrukcją wybudowanej w Gdańsku w 1635 roku Szkoły Fechtunku, która widnieje na rycinie Petera Willera.
Autorem projektu był Włoch – Renato Rizzi, który drewniane wnętrze budynku umieścił w ciężkiej ceglanej bryle. Początkowo obiekt miał zostać oddany w 2012 roku, jednak z powodu zmiany wykonawcy (z Pol-Aqua na NDI) teatr otwarto we wrześniu 2014. Koszt inwestycji oszacowano na 95 mln zł brutto. Otwierany w 3 minuty dach umożliwia pokazywanie spektakli przy świetle dziennym pod gołym niebem (w warunkach „elżbietańskich”). Teatr ma kubaturę ponad 53 tys. m³, powierzchnię całkowitą ponad 12 tys. m², użytkową prawie 8 tys. m². W budynku zastosowano takie rozwiązania techniczne, jak ruchomy system zapadni sceny i widowni. Wnętrze jest adaptowalne, w zależności od układu sceny i widowni, teatr może pomieścić do 600 osób (przy ustawieniu teatralnym) lub do 1000 osób (przy ustawieniu koncertowym).
Budynek teatru cechują niecodzienne rozwiązania architektoniczne: funkcję foyer pełni zarówno hol wejściowy, ale również podwieszana nad nim do stropu drewniana sala oraz korytarze, prowadzące do poszczególnych poziomów galerii dla widzów. Możliwość zmian w układzie sceny i widowni wpływa również na widoczność z miejsc dla publiczności. W przypadku ustawienia klasycznej sceny włoskiej najlepsza widoczność jest z miejsc siedzących na parterze, na pokrytych skórą fotelach oraz na galeriach na wprost sceny; na boczne galerie sprzedawane są wtedy najtańsze bilety, w ograniczonej liczbie, a miejsca są nienumerowane, tak by każdy mógł znaleźć najlepsze dla siebie. W przypadku wysuniętej sceny elżbietańskiej na parterze nie ma foteli a widzowie stoją wokół sceny, w tym układzie widoczność z galerii bocznych jest znakomita.
W 2014 budynek znalazł się w finale Nagród Architektonicznych „Polityki”. Plebiscyt wygrała nowa siedziba krakowskiej Cricoteki. 
Od roku otwarcia budynek teatru stał się głównym obiektem Festiwalu Szekspirowskiego, którego spektakle prezentowane są także na innych trójmiejskich scenach. GTS funkcjonuje jako teatr impresaryjny (podobnie, jak jego XVII-wieczny poprzednik), bez własnego zespołu aktorskiego – zaprasza teatry z Polski, Europy i świata.
Repertuar oparty jest na czterech głównych cyklach: Teatry Polskie, Teatry Europy, Scena Muzyczna (w tym Scena Odkryć) oraz Lato z Szekspirem (w tym produkcje własne na scenę elżbietańską oraz międzynarodowy Festiwal Szekspirowski). Teatr prowadzi różnorodną działalność edukacyjną: projekty skierowane do dzieci, młodzieży, nauczycieli, osób starszych i osób z niepełnosprawnościami.
Gdański Teatr Szekspirowski stał się również atrakcją turystyczną, można go zwiedzać z przewodnikiem (codziennie), prowadzi także zajęcia twórcze dla rodzin.